# Ametsbichl (Großkarolinenfeld)
Ametsbichl ist ein Weiler in der Gemeinde Großkarolinenfeld (frühere Gemeinde Tattenhausen) im Landkreis Rosenheim in Oberbayern. Es sind drei Bauernhöfe und ein Einfamilienhaus. Die Straße zum Ort ist eine Sackgasse, die von Ester an der Straße Hilperting–Thann abzweigt. Die Bauern betreiben primär Milchwirtschaft.
Durch den Wald führt ein kleiner Weg zum Gehen oder Fahrradfahren zu dem Waldgasthaus Filzenklas. Etwas nördlich vom Ort befindet sich ein Erdgasspeicher.
Laut einer Chronik des ehemaligen Gemeindeschreibers Hartl Probst aus der Gemeinde Emmering (Landkreis Ebersberg) stammt der Familienname Ametsbichler von Personen, die in der Vergangenheit in diesem Weiler Ametsbichl gelebt haben. Heute gibt es keine Familien mit dem Namen Ametsbichler an diesem Ort.